# Anne-Marie Steckler
Anne-Marie Steckler, née en 1766 et morte vers 1824, était une virtuose française de la harpe sous la Révolution et le 1er Empire.

## Biographie
Anne-Marie Steckler naît à Haute-Vigneulles en Lorraine, le 10 octobre 1766. Fille du facteur de clavecin Christian Steckler et de Marie Bâillon, la jeune Anne-Marie apprit très jeune la musique. Installé à Metz en 1770, son père fabriquait des clavecins et des piano-fortes réputés. Douée pour la musique, Anne-Marie est remarquée par le compositeur Jean-Baptiste Krumpholtz qui l'emmène à Paris en 1777. Elle connaît un succès immédiat, jouant même, à l'âge de 13 ans, devant la reine Marie-Antoinette d'Autriche. Anne-Marie Steckler épouse finalement Krumpholtz en 1783 à 17 ans (il en a 41) et donna naissance à trois enfants. Mariée trop jeune, Anne-Marie délaisse bientôt son époux pour le pianiste Jan Ladislav Dussek. En 1788, les deux amants fuient vers l’Angleterre, où Anne-Marie Steckler s'installe finalement. De désespoir, son mari se suicide en 1790, en se jetant dans la Seine du haut du Pont-Neuf. Elle publia une méthode de piano en 1796 et continua à donner des concerts outre-Manche.

## Sources
- H. Tribout de Morembert, « Une virtuose de la harpe au XVIIIe siècle, Anne-Marie Steckler », in Académie nationale de Metz, 1959-1961 (pp. 130-141)

## Dans la littérature
- Anne-Marie Steckler est l'un des personnages importants du livre d'Anne Villemin Sicherman "Rumeurs 1789"